# Крынки (станция)
Крынки (Krynki, бел. Крынкi) — станция Витебского отделения Белорусской железной дороги в Лиозненском районе Витебской области. Расположена в агрогородке Крынки; на линии Заольша — Витебск, между остановочным пунктом Выдрея и остановочным пунктом Копты. Станция Крынки расположена на расстоянии 27 км на запад от Лиозно. 27 км от Витебска. Железная дорога через станцию не электрифицирована. Рядом со станцией расположен магазин.
27 сентября 1994 года сапёрами был взорван арсенал боеприпасов, располагавшийся примерно в 30 метрах от железной дороги на перегоне Заболотинка-Крынки.